# Aminobenzylalkohole
| keine GHS-Piktogramme |

| Gefahrensymbol |

| Gefahrensymbol |

Die Aminobenzylalkohole bilden eine Stoffgruppe, die sich sowohl vom Benzylalkohol als auch vom Anilin ableitet. Die Struktur besteht aus einem Benzolring mit angefügter Hydroxymethyl- (–CH2OH) und Aminogruppe (–NH2) als Substituenten. Durch deren unterschiedliche Anordnung ergeben sich drei Konstitutionsisomere.